# Bertrand Goldschmidt
Bertrand L. Goldschmidt (Paris, 2 de novembro de 1912 — Paris, 11 de junho de 2002) foi um químico francês.

## Obras
- Conclusion sur bikini, Atomes N°9, Dezember 1946
- La purification de l’uranium, Atomes N°15, Februar 1949
- L'aventure atomique, Fayard, 1962
- Le cycle de l’uranium, Atomes N°85, avril 1953 (Spécial Le centre atomique de Saclay)
- Les rivalités atomiques 1939-1966, Fayard, 1967
- Le Complexe atomique : Histoire politique de l’énergie nucléaire, Fayard, 1980
- Les premiers milligrammes de plutonium, La Recherche N°131, März 1982
- Pionniers de l'atome, Stock, 2001